# Хиброн (Северна Дакота)
Хиброн (енгл. Hebron) град је у америчкој савезној држави Северна Дакота.

## Демографија
По попису из 2010. године број становника је 747, што је 56 (-7,0%) становника мање него 2000. године.
| Група             | 2000.       | 2010.       |
| Белци             | 769 (95,8%) | 712 (95,3%) |
| Афроамериканци    | 0 (0,0%)    | 0 (0,0%)    |
| Азијати           | 6 (0,7%)    | 1 (0,1%)    |
| Хиспаноамериканци | 9 (1,1%)    | 14 (1,9%)   |
| Укупно            | 803         | 747         |